# Vermögensstruktur
Unter Vermögensstruktur versteht man in der Bilanzanalyse die Zusammensetzung des Gesamtvermögens aus Anlagevermögen und Umlaufvermögen auf der Aktivseite einer Bilanz. 

## Allgemeines
Die Vermögensstruktur ist – wie die Kapitalstruktur – in der Bilanzanalyse Gegenstand betriebswirtschaftlicher Kennzahlen.

## Anlagenintensität
Die Anlagenintensität sagt aus, wie hoch der Anteil des Anlagevermögens am Gesamtvermögen eines Unternehmens ist:
{\displaystyle {\text{Anlagenintensität}}={\frac {\mathrm {Anlageverm{\ddot {o}}gen} }{\mathrm {Gesamtverm{\ddot {o}}gen} }}}
Je höher dieser Anteil ausfällt, umso eher handelt es sich um anlageintensive Betriebe, bei denen die Betriebsmittel den vorherrschenden Produktionsfaktor darstellen. Zu den anlageintensiven Betrieben gehören insbesondere die Chemische Industrie, das produzierende Gewerbe, Transport-, Infrastruktur- und Telekommunikationsunternehmen und die Nahrungsmittelindustrie.

## Umlaufintensität
Die Umlaufintensität zeigt an, wie hoch der Anteil des Umlaufvermögens am Gesamtvermögen in einem Unternehmen ist:
{\displaystyle {\text{Umlaufintensität}}={\frac {\text{Umlaufvermögen}}{\text{Gesamtvermögen}}}}
Im Handel und im Baugewerbe überwiegt das Umlaufvermögen.